# Ryōseikoku

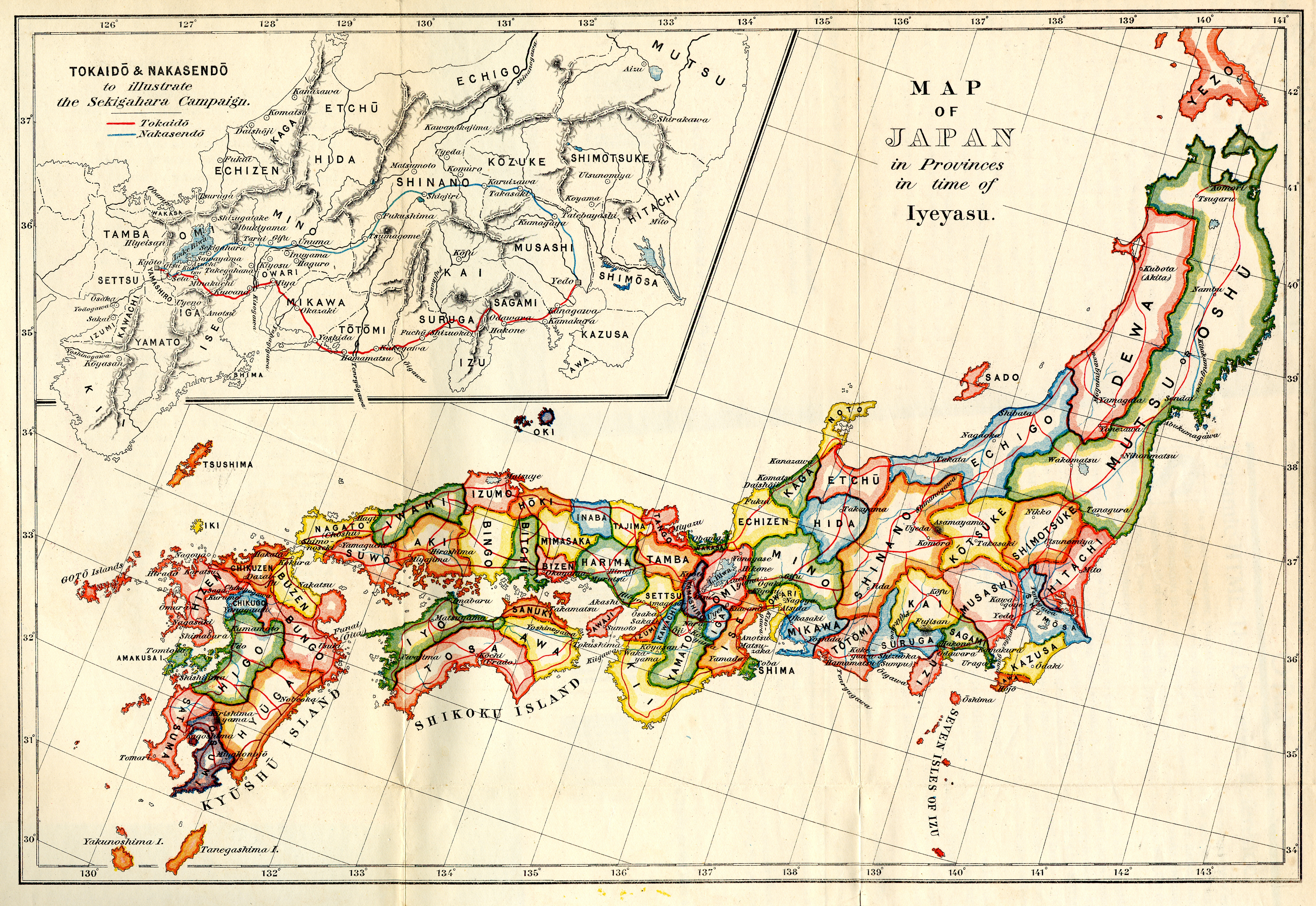
Bản đồ các vùng hành chính của Nhật Bản vào năm 1600, từ Murdoch và Yamagata.

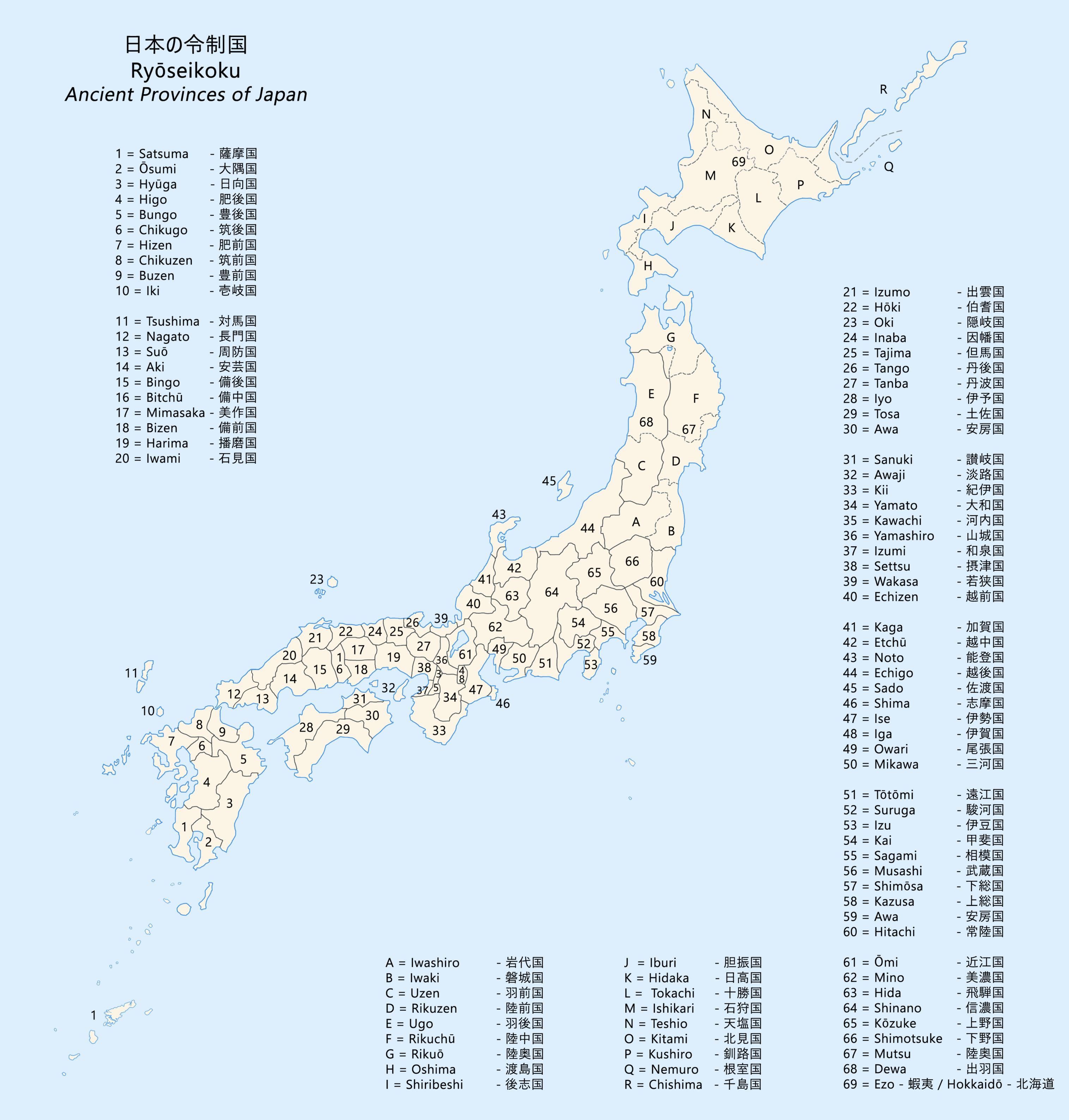
Bản đồ các vùng hành chính của Nhật Bản trong thời kỳ Kamakura tới năm 1868.

Lệnh chế quốc  (令制国/ りょうせいこく Ryōseikoku) là cơ cấu tổ chức hành chính địa phương của Nhật Bản thời cổ đại, còn gọi là Luật lệnh quốc (律令国, Ritsuryōkoku). Trong suốt từ thời kỳ Asuka đến thời kỳ Meiji, Ryōseikoku là cơ cấu tổ chức đơn vị hành chính cơ bản theo địa lý. Từ sau cải cách Duy tân, cơ cấu này đã được thay thế bằng cơ cấu hành tỉnh To dō fu ken và tồn tại cho đến ngày nay.

## Lịch sử
Thời kỳ Cổ đại, lãnh thổ Nhật Bản ngày nay gồm nhiều tiểu quốc (国, kuni, quốc) lớn nhỏ độc lập với nhau, do các thủ lĩnh thị tộc địa phương cai trị. Trong đó, nổi lên với thị tộc Yamato ngày càng hùng mạnh, mở rộng phạm vi ảnh hưởng của mình sang các lãnh địa của các thị tộc khác, lúc rộng nhất bao gồm toàn bộ khu vực từ phía Tây Nam của vùng Tōhoku hiện nay tới phía Nam vùng Kyūshū, hình thành nên vương quyền Yamato.
Trước khi hệ thống tỉnh hiện đại được thành lập, các đảo của Nhật Bản được chia thành hàng chục, thường được biết đến trong tiếng Anh như tỉnh (province). Mỗi tỉnh được chia thành các gun (郡, huyện, trước đó gọi là kōri).
Các tỉnh được chính thức thành lập bởi Ritsuryō (律令, Luật Lệnh) như là cả đơn vị hành chính và khu vực địa lý.
Tuy nhiên, vào cuối thời kỳ Muromachi, chức năng của chúng dần được thay thế bằng các lãnh địa của sengoku-daimyō (chiến quốc đại danh). Dưới sự cai trị của Toyotomi Hideyoshi, các tỉnh thành đã được bổ sung như các đơn vị hành chính địa phương chính. Thái ấp của các daimyo địa phương đã được phát triển.

### Thời kỳ Edo
Trong thời kỳ Edo, các thái ấp được gọi là han - phiên. Các tỉnh và lãnh địa thuộc Mạc phủ của đế quốc tạo thành hệ thống bổ sung. Ví dụ, khi shōgun ra lệnh cho daimyō để thực hiện một cuộc điều tra hoặc để vẽ bản đồ, công việc đã được sắp đặt trong các điều khoản của các ranh giới của kuni mang tính chất của tỉnh.

### Thời kì Minh Trị
Vào cuộc cải cách Minh Trị, han đã được hợp thức hóa như các đơn vị hành chính dưới hệ thống Fuhanken Sanchisei (府藩県三治制 (Phủ phiên huyện Tam trị chế)), nhưng đã dần dần được thay thế bằng các "quận" trong khoảng thời gian từ năm 1868 đến năm 1871 (các quận mang tính chất đô thị được gọi là fu - phủ và các quận nông thôn là ken - huyện). Tỉnh như là một phần của hệ thống các địa chỉ không bị bãi bỏ mà, trái lại, còn được tăng cường. Tính đến năm 1871, số lượng các quận là 304, trong khi số lượng các tỉnh là 68, không bao gồm Hokkaidō hoặc Quần đảo Ryūkyū. Ranh giới giữa nhiều quận không chỉ rất phức tạp, mà còn không trùng khớp với danh sách các quận đó thuộc các tỉnh. Các quận đã được dần dần sáp nhập để giảm số lượng xuống còn 37 vào năm 1881; một số ít sau đó đã được phân chia trong tổng số 45 quận của năm 1885. Việc thêm Hokkaidō và Okinawa tạo nên tổng số 47 quận cho tới hiện tại.
Các tỉnh được phân thành Kinai (không bao gồm thủ đô), và bảy hay tám dō (đạo, hoặc dòng), gọi chung là goki shichidō (五畿七道, ngũ kì thất đạo - năm tỉnh và bảy đạo). Tuy nhiên, dō trong hoàn cảnh này không nên nhầm lẫn với các đường giao thông hiện đại như đường Tōkaidō từ Tokyo tới Kyoto hoặc Kobe. Ngoài ra, Hokkaidō trong bối cảnh này không nên nhầm lẫn với Tỉnh Hokkaidō hiện đại, mặc dù cả hai địa danh này trùng nhau về mặt địa lý.

### Ngày nay
Cho đến nay, không có lệnh nào được chính thức ban hành nhằm bãi bỏ các tỉnh cũ. Các địa danh tỉnh, dù sao đi nữa, trong thời đại hiện tại gần như bị xem là lỗi thời, mặc dù tên của chúng vẫn được sử dụng rộng rãi trong tên của các đặc điểm tự nhiên, tên công ty, và các nhãn hiệu. Trong những năm đầu thập niên 2000, cựu thống đốc của Tỉnh Nagano, Yasuo Tanaka (chủ tịch của Tân đảng Nhật Bản), đề xuất việc đổi tên tỉnh của mình thành "Shinshū" (信州, một cái tên bắt nguồn từ tên tỉnh Shinano) bởi vì nó vẫn được sử dụng rộng rãi, như trong soba Shinshū (信州そば), miso Shinshū (信州味噌) và Đại học Shinshu.
Những tên tỉnh cũ được xem xét chủ yếu về những mối quan tâm tới lịch sử. Chúng cũng được sử dụng cho các tên hạng mục, bao gồm cả phần tên họ của gia đình, hầu hết trong số đó đã được phổ biến trong hoặc sau thời kỳ Edo. Các ví dụ bao gồm sanuki udon, iyokan, tosa ken, và awa odori. Các trạm đường sắt Nhật Bản cũng sử dụng chúng trong tên, bên cạnh bối cảnh lịch sử, còn để phân biệt mình khỏi các trạm có tên tương tự ở quận khác.
Một số trong các tên tỉnh cũ được sử dụng để chỉ các phần riêng biệt của quận hiện nay cùng với đặc điểm văn hóa và địa lý của họ. Trong nhiều trường hợp các tên này cũng được sử dụng với các ký tự định hướng, ví dụ Hoku-Setsu (北摂 (Bắc Nhiếp)) nghĩa là khu vực Bắc (北) Settsu (摂津 (Nhiếp Tân)).
Các quận vẫn được coi là các phân khu của tỉnh mới, tuy nhiên trong trường hợp là một phần của một tỉnh cũ được sáp nhập hoặc phân chia, chúng có thể được chia sẻ giữa nhiều quận (chẳng hạn như quận Adachi ban đầu của Musashi, bây giờ được phân chia giữa Khu Adachi của Tokyo và Quận Kita-Adachi của Tỉnh Saitama). Nhiều quận thuộc các tỉnh cũ đã bị giải thể qua việc các thị trấn chính của chúng bị sáp nhập vào các thành phố hoặc thị trấn lớn hơn. Xem thêm các trang về từng tỉnh để tìm hiểu những sự sáp nhập và bãi bỏ các quận.
Các khái niệm về đô đạo phủ huyện trong hiện tại thường được coi như tương đương với khái niệm tỉnh so với hệ thống cũ và trong phân cấp của nhiều quốc gia khác, mặc dù định nghĩa của hai khái niệm này trong tiếng Anh là khác nhau (các tỉnh hiện tại tương đương với cụm từ prefecture - có thể mang nghĩa tỉnh, và cũng có nghĩa là quận); và do đó, các khái niệm về tỉnh trong thời điểm hiện đại thực chất nên được hiểu mang hàm nghĩa là một khu vực đô đạo phủ huyện, và - dựa theo những dữ kiện bên trên - không mang ý nghĩa bãi bỏ hệ thống tỉnh cũ, và cũng không trùng lặp với khái niệm về quận, mà chỉ nên hiểu như một khu vực có quy mô nhỏ hơn tỉnh (cũ) và lớn hơn quận.